# Pensala
Pensala är en by med cirka 300 invånare i Nykarleby, Österbotten. Byn tillhörde tidigare Munsala kommun, men blev en del av Nykarleby när dessa slogs samman 1975. Delar av byn tillhör Vörå kommun och det har förts debatt om en överföring av Österby-delen till Nykarleby, men byn förblir delad. 
Pensala gränsar till Härmä, Jeppo, Munsala och Oravais. I Pensala finns bydelarna: 
- Eljasas
- Rauskas
- Gräddjas
- Vesterbackan
- Kengo
- Köuros
- Långbacka
- Milbackan
- Aspnäs
- Södersved
- Byn (vilken utgör Pensala centrum).

Byns näringsliv består till största delen av jordbruk och pälsnäring men servicesektorn utgör även en betydande arbetsplats för många invånare. Till exempel finns det i byn ett dock- och tomtemuseum.
I Pensala finns ett fotbollslag som heter Pensala UF (PUF) som spelar i division 6.